# Халифа ибн Саид
Сеи́д сэр Халифа́ I ибн Саи́д аль-Бусаи́д (1852 — 13 февраля 1890) — султан Занзибара в 1888-1890 годах.

## Биография
В 1870 году, когда Баргаш ибн Саид стал султаном Занзибара, он, опасаясь заговора, без какой-либо видимой причины посадил Халифу в тюрьму. В течение двух лет наследник находился в заключении, и лишь благодаря просьбам их сестры Сеиды Сальме он сумел выйти на свободу.
До самой смерти султан Баргаш ибн Саид продолжал следить за Халифой и людьми из его окружения. Более того, ему удалось настроить против брата значительную часть занзибарской знати. В конечном итоге, придя к власти в 1888 году, Халифа ибн Саид сразу стал непопулярен среди занзибарцев.
18 декабря 1889 года Халифа ибн Саид был произведен в кавалеры Большого креста британского Ордена Святого Михаила и Святого Георгия.